# Sharon Bruinenberg
Sharon Bruinenberg (Steenwijk, 22 augustus 1996) is een Nederlands voetballer die sinds de zomer van 2012 uitkomt voor PEC Zwolle dat uitkomt in de Eredivisie.

## Carrièrestatistieken
| Seizoen                    | Club            | Land            | Competitie            | Competitie | Competitie | Beker | Beker | Internationaal | Internationaal | Overig | Overig | Totaal | Totaal |
| Seizoen                    | Club            | Land            | Competitie            | Wed.       | Dlp.       | Wed.  | Dlp.  | Wed.           | Dlp.           | Wed.   | Dlp.   | Wed.   | Dlp.   |
| -------------------------- | --------------- | --------------- | --------------------- | ---------- | ---------- | ----- | ----- | -------------- | -------------- | ------ | ------ | ------ | ------ |
| 2012/13                    | PEC Zwolle      | Nederland       | BeNe League Orange    | 0          | 0          | 0     | 0     | –              | –              | –      | –      | 0      | 0      |
| 2012/13                    | PEC Zwolle      | Nederland       | Women's BeNe League B | 2          | 0          | 1     | 0     | –              | –              | –      | –      | 3      | 0      |
| 2013/14                    | PEC Zwolle      | Nederland       | Women's BeNe League   | 18         | 1          | 2     | 0     | –              | –              | –      | –      | 20     | 1      |
| 2014/15                    | PEC Zwolle      | Nederland       | Women's BeNe League   | 20         | 0          | 1     | 1     | –              | –              | –      | –      | 21     | 1      |
| 2015/16                    | PEC Zwolle      | Nederland       | Eredivisie            | 22         | 1          | 1     | 0     | –              | –              | –      | –      | 23     | 1      |
| 2016/17                    | PEC Zwolle      | Nederland       | Eredivisie            | 8          | 0          | 0     | 0     | –              | –              | –      | –      | 8      | 0      |
| 2017/18                    | PEC Zwolle      | Nederland       | Eredivisie            | 1          | 0          | 0     | 0     | –              | –              | –      | –      | 1      | 0      |
| Carrière totaal            | Carrière totaal | Carrière totaal | Carrière totaal       | 71         | 2          | 5     | 1     | 0              | 0              | 0      | 0      | 76     | 3      |
| Bijgewerkt tot 31 mei 2018 |                 |                 |                       |            |            |       |       |                |                |        |        |        |        |

## Interlandcarrière

### Nederland onder 19
Op 9 februari 2014 debuteerde Bruinenberg voor het Nederland –19 in een vriendschappelijke wedstrijd tegen België –19 (3 – 0 winst).
| Interlands van Sharon Bruinenberg | Interlands van Sharon Bruinenberg | Interlands van Sharon Bruinenberg | Interlands van Sharon Bruinenberg | Interlands van Sharon Bruinenberg | Interlands van Sharon Bruinenberg |
| №                                 | Datum                             | Wedstrijd                         | Uitslag                           | Soort Wedstrijd                   | Doelpunten                        |
| Als speler bij PEC Zwolle         | Als speler bij PEC Zwolle         | Als speler bij PEC Zwolle         | Als speler bij PEC Zwolle         | Als speler bij PEC Zwolle         | Als speler bij PEC Zwolle         |
| --------------------------------- | --------------------------------- | --------------------------------- | --------------------------------- | --------------------------------- | --------------------------------- |
| 1.                                | 9 februari 2014                   | België -19 – Nederland            | 0 – 3                             | Vriendschappelijk                 | 0                                 |
| 2.                                | 10 maart 2014                     | Nederland – Italië                | 1 – 1                             | EK –19 2014                       | 0                                 |
| 3.                                | 12 maart 2014                     | Noorwegen – Nederland             | 1 – 2                             | EK –19 2014                       | 0                                 |
| 4.                                | 21 juli 2014                      | Nederland – België -19            | 1 – 0                             | EK –19 2014                       | 0                                 |
| 5.                                | 24 juli 2014                      | Ierland – Nederland               | 0 – 4                             | EK –19 2014                       | 0                                 |
| 6.                                | 27 juli 2014                      | Spanje – Nederland                | 0 – 1                             | EK –19 2014                       | 0                                 |
| 7.                                | 15 september 2014                 | Nederland – Letland               | 10 – 0                            | Kwalificatie EK –19 2015          | 1                                 |

### Nederland onder 17
Op 7 september 2012 debuteerde Bruinenberg voor het Nederland –17 in een vriendschappelijke wedstrijd tegen Mexico –17 (2 – 0 verlies).
| Interlands van Sharon Bruinenberg | Interlands van Sharon Bruinenberg | Interlands van Sharon Bruinenberg | Interlands van Sharon Bruinenberg | Interlands van Sharon Bruinenberg | Interlands van Sharon Bruinenberg |
| №                                 | Datum                             | Wedstrijd                         | Uitslag                           | Soort Wedstrijd                   | Doelpunten                        |
| Als speler bij PEC Zwolle         | Als speler bij PEC Zwolle         | Als speler bij PEC Zwolle         | Als speler bij PEC Zwolle         | Als speler bij PEC Zwolle         | Als speler bij PEC Zwolle         |
| --------------------------------- | --------------------------------- | --------------------------------- | --------------------------------- | --------------------------------- | --------------------------------- |
| 1.                                | 7 september 2012                  | Nederland – Mexico                | 0 – 2                             | Vriendschappelijk                 | 0                                 |
| 2.                                | 12 oktober 2012                   | Nederland – Kazachstan            | 11 – 0                            | Kwalificatie EK –17 2013          | 0                                 |
| 3.                                | 25 oktober 2012                   | Oekraïne – Nederland              | 0 – 16                            | Kwalificatie EK –17 2013          | 0                                 |
| 4.                                | 27 februari 2013                  | Nederland – Noorwegen             | 2 – 1                             | Vriendschappelijk                 | 0                                 |

### Nederland onder 16
Op 9 juli 2012 debuteerde Bruinenberg voor het Nederland –16 in een vriendschappelijke wedstrijd tegen Noorwegen –16 (2 – 0 winst).
| Interlands van Sharon Bruinenberg | Interlands van Sharon Bruinenberg | Interlands van Sharon Bruinenberg | Interlands van Sharon Bruinenberg | Interlands van Sharon Bruinenberg | Interlands van Sharon Bruinenberg |
| №                                 | Datum                             | Wedstrijd                         | Uitslag                           | Soort Wedstrijd                   | Doelpunten                        |
| Als speler bij PEC Zwolle         | Als speler bij PEC Zwolle         | Als speler bij PEC Zwolle         | Als speler bij PEC Zwolle         | Als speler bij PEC Zwolle         | Als speler bij PEC Zwolle         |
| --------------------------------- | --------------------------------- | --------------------------------- | --------------------------------- | --------------------------------- | --------------------------------- |
| 1.                                | 9 juli 2012                       | Noorwegen – Nederland             | 0 – 2                             | Vriendschappelijk                 | 0                                 |
| 2.                                | 10 juli 2012                      | Duitsland – Nederland             | 2 – 2                             | Vriendschappelijk                 | 0                                 |
| 3.                                | 12 juli 2012                      | Denemarken – Nederland            | 0 – 2                             | Vriendschappelijk                 | 0                                 |

## Erelijst

### MetNederland –19
| Internationaal        |    |      |
| Europees kampioen –19 | 1× | 2014 |